# Sonar FM
Sonar FM es una estación radial chilena ubicada en el 105.3 MHz del dial FM en Santiago de Chile, perteneciente a RDF Media, consorcio de radios de Canal 13. También transmite a través del canal 668 (con D-Box) de la cableoperadora VTR y vía Internet en regiones del país y en todo el mundo.

## Historia
Sus primeras transmisiones se remontan al 29 de julio de 2009 en Santiago en el 105.7 FM, reemplazando a la radio X en el mismo dial. Actualmente se emite en el 105.3 FM debido al reordenamiento del espectro de frecuencias radiales en el país, y en línea desde su sitio web. 
Para el cambio de estación desde 105.7 hasta 105.3 en junio de 2014, se solicitó a Mike Patton, cantante de la banda Faith No More que participara en un comercial que anunciaba este cambio de frecuencia, este aceptó participar; el comercial fue filmado en Estados Unidos y transmitido por Canal 13.
Su programación se centra en la música rock de la década de 1970, 1980 y 1990, y se dirige a un público adulto joven. Es competencia directa en el dial de la radio Futuro; Se diferencia de esta debido a que posee un sonido más noventero en su programación musical mientras que Radio Futuro emite más sonidos roqueros provenientes de los 70 y 80.
Por otro lado, fue la productora del documental chileno Los Bunkers, ganadora del festival In-Edit Nescafé 2011.

## Frecuencias anteriores
- 105.7 MHz (Santiago).